# Мааф
Мааф — в Сефевидском государстве, позднее в азербайджанских ханствах, сословие, освобождённое от всех податей и повинностей, взамен на несение военной службы.
Маафы играли роль иррегулярного ополчения, в основном для вспомогательных целей и милиционной службы. Они не только освобождались от податей, но часто наделялись земельными владениями. Приобретение оружия, амуниции, коня, мааф осуществлял за свой счет.
После завоевания азербайджанских ханств и их ликвидации правительство Российской империи сохранило институт маафов, как и ранее даруя им привилегии и освобождая от податей, взамен используя их в качестве «мусульманской милиции», по образу казачьей службы. Частично ими комплектовался Закавказский конно-мусульманский полк, расквартированный в Варшаве. Сословие маафов было упразднено к концу XIX века.